# 김도윤 (배우)
김도윤(1981년 6월 27일 ~ )은 대한민국의 배우이다.

## 출연작

### 드라마
- 2025년 JTBC 《착한 사나이》 - 윤병수 역
- 2025년 MBC 《언더커버 하이스쿨》 - 박 사장 역
- 2024년 TVING 《우씨왕후》
- 2023년 Wavve 《거래》 - 조용호 역
- 2023년 Netflix 《도적: 칼의 소리》 - 강산군 역
- 2023년 SBS 《모범택시 2》 - 강필승 역
- 2022년 tvN 《멘탈코치 제갈길》 - 차무태 역
- 2022년 tvN 《아다마스》 - 고철민 역
- 2022년 tvN 《O'PENing - 1등 당첨금을 찾아가세요》 - 정재훈 역
- 2022년 TVING 《장미맨션》 - 찰리 / 최춘배 역
- 2021년 Netflix 《지옥》
- 2020년 tvN 《방법》 - 양진수 역
- 2017년 MBC 《역적 : 백성을 훔친 도적》 - 세걸 역
- 2017년 MBC 《파수꾼》 - 강진구 역

### 영화
- 《드라이브》 (2024년) - 최윤석 역
- 《콘크리트 유토피아》 (2023년) - 도균 역
- 《서울괴담》 (2022년) - 기훈 역
- 《럭키 몬스터》 (2020년) - 도맹수 역
- 《반도》 (2020년) - 구철민 역
- 《염력》 (2018년)
- 《7호실》 (2017년) - 타투남 역
- 《곡성》 (2016년) - 양이삼 역
- 《달인》 (2016년) - 강두호 역
- 《26년》 (2012년) - 사복경찰 1 역
- 《하울링》 (2012년)

## 수상 및 후보
| 연도 | 시상식              | 부문                     | 작품 | 결과 |
| ---- | ------------------- | ------------------------ | ---- | ---- |
| 2021 | 제57회 백상예술대상 | 영화부문 남자 신인연기상 | 반도 | 후보 |